# جت انژکتور

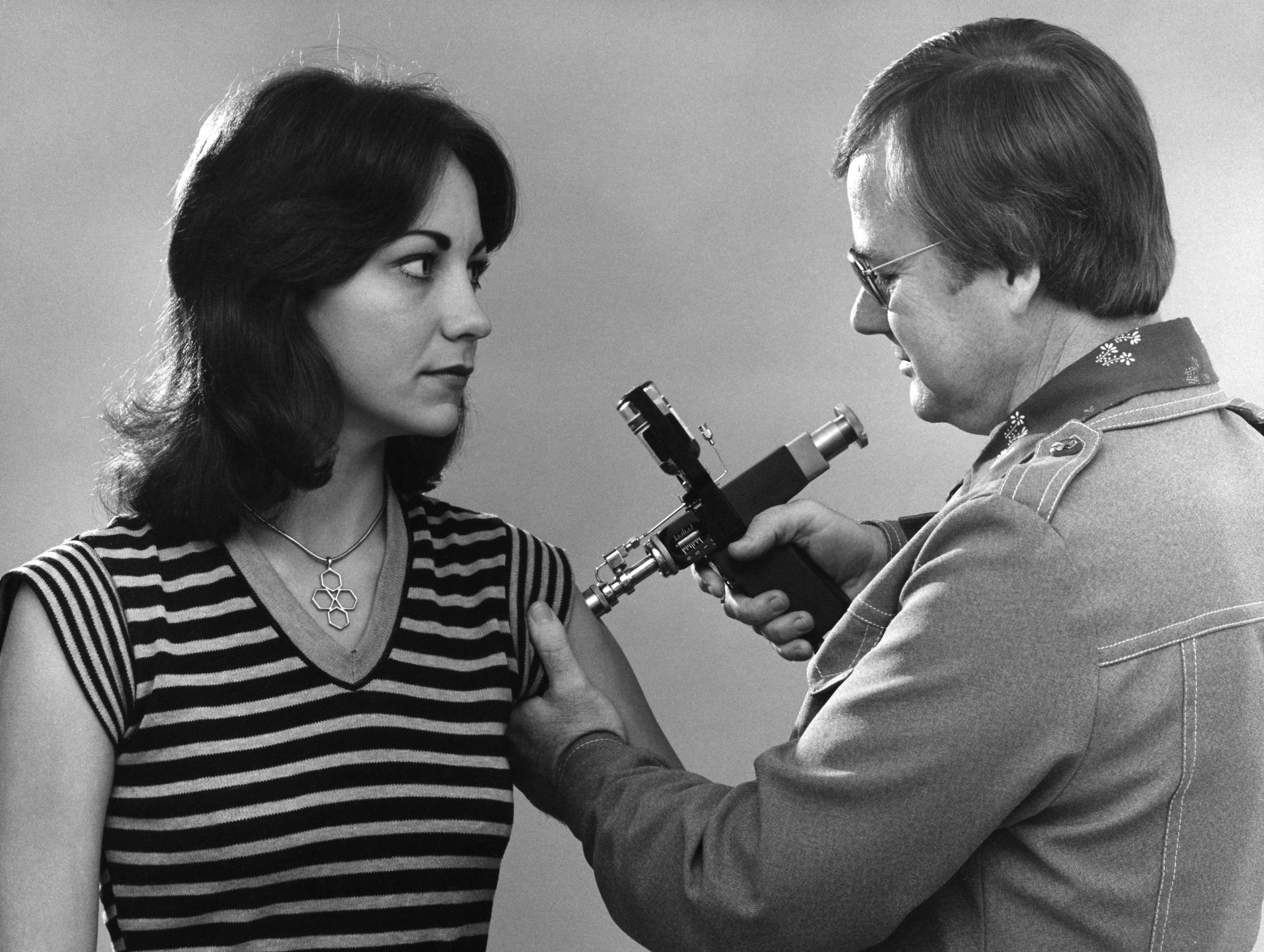
یک انژکتور جت مورداستفاده در واکسیناسیون‌های جمعی، شیوع آنفولانزای خوکی ۱۹۷۶، ایالات متحده.

جت انژکتور نوعی دستگاه سرنگ تزریقی پزشکی است که برای دارورسانی استفاده می‌شود، که در آن جریان باریک و فشار قوی مایع که به بیرونی‌ترین لایه پوست (قشر شاخی) نفوذ می‌کند تا دارو را به بافت‌های زیرین اپیدرم یا درم، چربی یا عضله (تزریق عضلانی) برساند.

در طول سال‌ها انژکتورهای جت برای غلبه بر خطر انتقال آلودگی به افراد بعدی بازطراحی شده‌اند. برای جلوگیری از خطر، محققان یک کلاهک محافظ یکبار مصرف را روی نازل قابل استفاده مجدد قرار دادند. درپوش محافظ به عنوان سپری بین نازل قابل استفاده مجدد و پوست بیمار عمل می‌کرد. پس از هر تزریق، کلاهک دور ریخته می‌شود و با یک استریل جایگزین می‌شود.

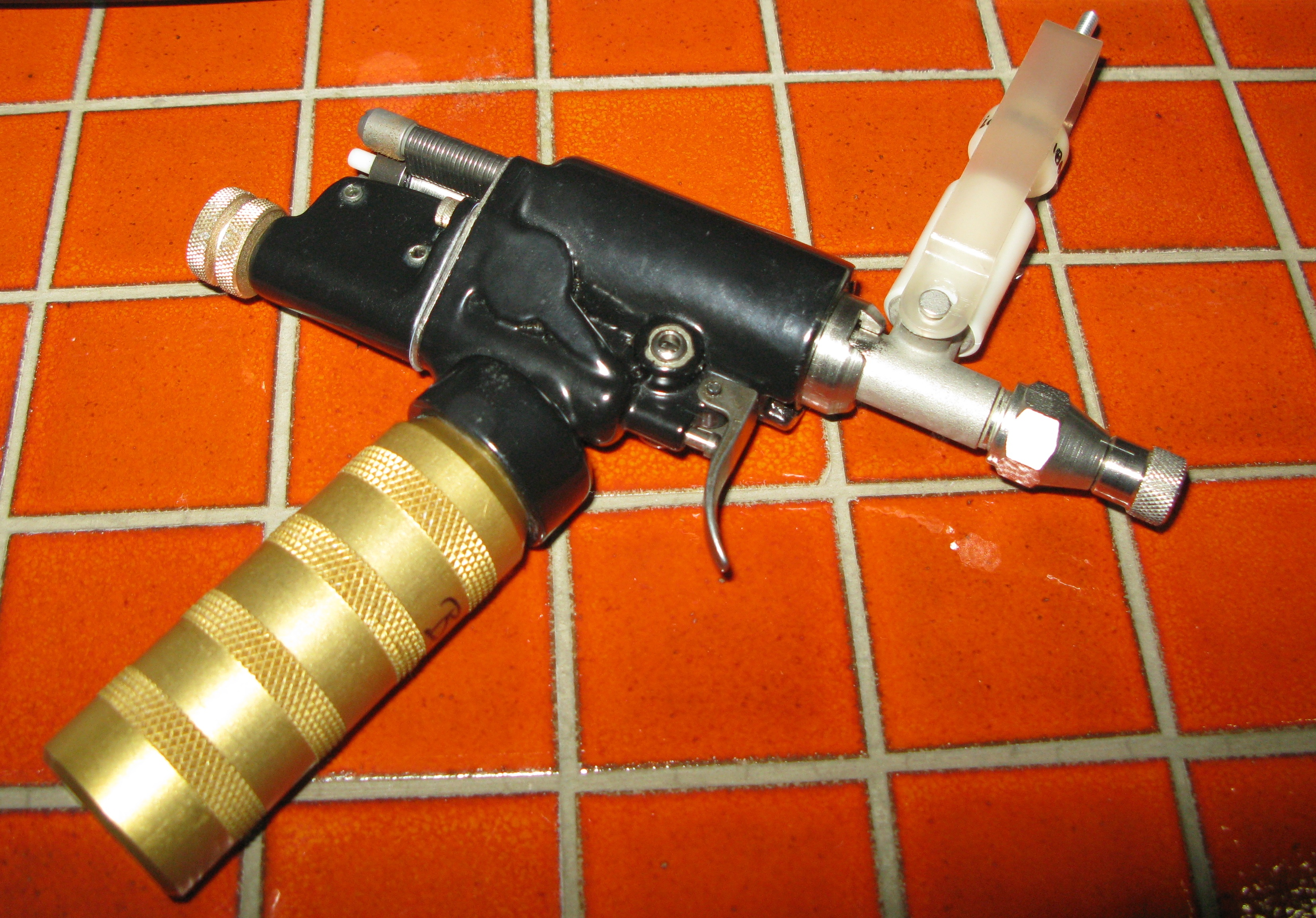
تفنگ واکسیناسیون Med-E-Jet ساخته شده در سال ۱۹۸۰